# Anthrobia
Anthrobia es un género de arañas araneomorfas de la familia Linyphiidae. Se encuentra en los Estados Unidos. 

## Lista de especies
Según The World Spider Catalog 12.0:
- Anthrobia acuminata (Emerton, 1913)
- Anthrobia coylei Miller, 2005
- Anthrobia monmouthia Tellkampf, 1844
- Anthrobia whiteleyae Miller, 2005